# Awantura o kasę
Awantura o kasę – polski teleturniej emitowany w latach 2002–2005 i ponownie od 2024 na antenie telewizji Polsat. Jego prowadzącym jest Krzysztof Ibisz. Uczestnicy odpowiadają drużynowo na pytania z zakresu wiedzy ogólnej, a prawo odpowiedzi uzyskują w licytacji z innymi drużynami; zwycięzcy odcinka biorą udział w kolejnej grze jako tzw. mistrzowie. Teleturniej zyskał miano kultowego.

## Produkcja
Produkcją programu zajmuje się przedsiębiorstwo ATM Grupa, które opracowało format. Reżyserem pierwszej odsłony programu był Okił Khamidow, a reżyserem jego drugiej odsłony został Konrad Smuga.
Pierwszą odsłonę programu nagrywano w Bielanach Wrocławskich. Od roku 2024 nagrania teleturnieju przeprowadzono w Warszawie.
Na podstawie polskiej licencji (udzielonej przez ATM Grupę) lokalna wersja teleturnieju ukazała się również w Nowej Zelandii na antenie TVNZ 2. Format prezentowano na rynku międzynarodowym pod nazwą Cash Battle.

## Zasady gry
Teleturniej sprawdza wiedzę uczestników z zakresu wiedzy ogólnej oraz sprawność w licytacji i negocjacjach.

### Pierwszy etap
W pierwszym etapie udział biorą trzy drużyny (niebieska, zielona i żółta) składające się z czterech graczy (jeden z nich pełni funkcję kapitana). Na początku gry każdy zespół otrzymuje taką samą ilość pieniędzy: w pierwszej odsłonie teleturnieju (2002–2005) po 5000 złotych, w drugiej odsłonie (od 2024) po 10 000 złotych – są to pieniądze, które służą do licytacji. 
Prowadzący kręci kołem, za pomocą którego losuje kategorię, z której zadane będzie pytanie (na kole pierwszego etapu znajdują się 3 pola specjalne podpowiedź oraz – w pierwszej odsłonie – 31 kategorii pytań, w drugiej odsłonie – 28 kategorii pytań), następnie pobiera do puli: w pierwszej odsłonie po 200 złotych, w drugiej odsłonie po 500 złotych z konta każdej drużyny i rozpoczyna licytację. Zalicytowanie polega na podniesieniu przez kapitana dłoni z kartonikiem o barwie przydzielonej jego drużynie, powiedzeniu swojego koloru i kwoty wkładanej do puli, ale dopiero po tym, gdy prowadzący rozpocznie licytację, wypowiadając formułę „słucham państwa” lub podobną. Drużyna, która w danej licytacji włoży do puli najwięcej pieniędzy, odpowiada na pytanie otwarte z wylosowanej wcześniej dziedziny. Kapitan drużyny w trakcie licytacji może zagrać va banque – wówczas licytacja automatycznie dobiega końca, a drużyna otrzymuje dane pytanie (ryzykuje jednak tym samym wszystkie pieniądze, a co za tym idzie, dalszy udział w grze). Ponadto w przypadku posiadania przewagi finansowej nad rywalami istnieje możliwość blokowania ich w trakcie licytacji (poprzez włożenie do puli kwoty równej stanowi konta bądź przewyższającej stan konta przeciwnej drużyny w momencie rozpoczęcia danej licytacji – zasada ta nie obowiązuje po zagraniu va banque, które zawsze automatycznie kończy licytację). W drugiej odsłonie teleturnieju kapitan drużyny może podwyższyć zadeklarowaną stawkę, nie czekając na ruch przeciwników; w pierwszej odsłonie przebicie samego siebie nie było możliwe. Udział w licytacji jest obowiązkowy, a brak aktywności może być karany, przy czym wysokość kary zależy od bieżącej sytuacji w grze (pierwsze przewinienie zespołu w danym odcinku zazwyczaj skutkuje wyłącznie udzieleniem mu ustnego upomnienia przez prowadzącego; w wyjątkowych przypadkach zdarzały się zaniechania kar). Jeśli pasywność w licytacji jest uporczywa, prowadzący może zdyskwalifikować drużynę, co skutkuje odpadnięciem z programu i utratą zgromadzonej na koncie kwoty.
Jeśli dany zespół nie jest w stanie wejść do licytacji, tzn. przed licytacją ma na koncie: w pierwszej odsłonie – mniej niż 300 złotych, w drugiej odsłonie – mniej niż 600 złotych, to automatycznie kończy grę.
Czas na zastanowienie się nad odpowiedzią na zakupione w drodze licytacji pytanie wynosi 1 minutę; w pierwszej odsłonie programu odpowiedzi można było udzielić niedługo po upływie wskazanego limitu czasowego, w drugiej odsłonie natomiast drużyna musi udzielić odpowiedzi przed upływem minuty. Jeśli drużyna odpowiada prawidłowo, to otrzymuje pieniądze z puli danego pytania; jeśli zaś nie udziela poprawnej odpowiedzi – pieniądze przechodzą do puli następnego pytania. Na pulę składają się wszystkie pieniądze postawione przez wszystkie drużyny w danej licytacji (także te, które zaprzestały licytacji lub zostały przebite i zablokowane), do tego ewentualna niewygrana suma z poprzedniego pytania oraz ewentualnie pieniądze dołożone do puli przez prowadzącego dla uatrakcyjnienia rozgrywki. W drugiej odsłonie dokładane pieniądze pochodzą z tzw. puli prowadzącego, na którą składają się środki zgromadzone we wszystkich dotychczasowych odcinkach danej serii programu, a przeznaczone wcześniej na zakup podpowiedzi, wykup uczestnika bądź pochodzące z kar za pasywność w licytacji.
Drużyna, która po określonej liczbie pytań: w pierwszej odsłonie – sześciu, w drugiej odsłonie – siedmiu, jest najbogatsza, przechodzi do finału. Jeśli na ostatnie pytanie etapu nie została udzielona poprawna odpowiedź, to pula z tego pytania jest dodawana do stanu konta drużyny z największym dorobkiem, ale pod warunkiem, że drużyna, której miałyby zostać dopisane pieniądze, nie odpowiadała na to pytanie (tzn. gdy jej przeciwnicy nie udzielili poprawnej odpowiedzi). W przypadku, gdy najbogatsza drużyna nie odpowiedziała poprawnie na ostatnie pytanie, niezdobyta pula przepada.
Jeśli po zadaniu wszystkich pytań występuje remis uniemożliwiający wskazanie jednego finansowego lidera, to w pierwszej odsłonie programu rozstrzygano go pojedynkiem jeden na jednego, chyba że dochodzi do remisu trzech drużyn – wtedy zwycięzcę wyłaniano poprzez dodatkowe pytanie z licytacją.
Drużyny, które kończą grę, wygrywają pieniądze, które pozostały na ich koncie.

### Finał
W finale rywalizują dwa zespoły: zwycięzcy pierwszego etapu oraz „mistrzowie”, czyli zwycięzcy poprzedniego odcinka programu. „Mistrzowie” za każdym razem podchodzą do finału z taką kwotą na koncie, z jaką skończyli pierwszy etap w swoim pierwszym odcinku. Druga drużyna natomiast rozpoczyna finał z taką sumą na koncie, z jaką ukończyła pierwszy etap gry.
Reguły finału są analogiczne do reguł pierwszego etapu, jednak na kole z kategoriami pojawiają się nowe pola: w pierwszej odsłonie czarna skrzynka, w drugiej odsłonie złota skrzynka (zamiast podpowiedzi oraz – w drugiej odsłonie – jednego pola co to jest?) oraz jeden na jednego / jeden na jeden (zamiast dwóch z trzech pól ciekawostki / co to jest?). 
Drużyna, która po określonej liczbie pytań: w pierwszej odsłonie – sześciu, w drugiej odsłonie – siedmiu, ma na koncie więcej pieniędzy, wygrywa dany odcinek i zasiada w loży mistrzów w następnym odcinku. Nie obowiązuje limit wystąpień, tzn. drużyna „mistrzów” może grać tak długo, aż zostanie pokonana (pula nagród dla jednej drużyny jest w związku z tym nieograniczona). Jeśli jeden z zespołów nie jest w stanie wejść do licytacji, tzn. przed licytacją ma na koncie: w pierwszej odsłonie – mniej niż 300 złotych, w drugiej odsłonie – mniej niż 600 złotych, to automatycznie kończy grę, a „mistrzami” zostają przeciwnicy. W przypadku remisu – gdy obie drużyny mają na koncie taką samą ilość pieniędzy – w pierwszej odsłonie programu odcinek wygrywała dotychczasowa drużyna „mistrzów”. W pierwszej odsłonie programu niezdobyta pula z ostatniego pytania przepadała, w drugiej odsłonie obowiązują reguły etapu pierwszego.

### Pola na kole

#### Kategorie pytań
Pierwsza odsłona
- anatomia człowieka,
- astronomia,
- biologia,
- chemia,
- ciekawostki (w pierwszym etapie na trzech polach),
- film polski,
- film światowy,
- filozofia i religie,
- fizyka,
- geografia Polski,
- geografia świata,
- gramatyka i ortografia,
- historia Polski,
- historia powszechna,
- historia sztuki,
- literatura polska,
- literatura światowa,
- matematyka,
- mity i dzieje starożytne,
- motoryzacja,
- muzyka klasyczna,
- piłka nożna,
- polska muzyka rozrywkowa,
- przysłowia,
- rozmaitości ze świata,
- polskie seriale,
- sport,
- sztuka kulinarna,
- świat polityki,
- światowa muzyka rozrywkowa,
- wędkarstwo.

Druga odsłona
- anatomia i medycyna,
- astronomia,
- biologia,
- chemia,
- co to jest? (tylko w pierwszym etapie, na trzech polach),
- czasy współczesne,
- film,
- filozofia i religie,
- fizyka,
- geografia,
- historia,
- język polski,
- kulinaria,
- literatura,
- matematyka,
- motoryzacja,
- muzyka klasyczna,
- muzyka rozrywkowa,
- piłka nożna,
- polityka i gospodarka,
- popkultura,
- przysłowia i cytaty,
- rozmaitości,
- seriale,
- sport,
- sztuka,
- technologie,
- wędkarstwo.

#### Pola specjalne
Podpowiedź (tylko w pierwszym etapie)
Na kole rundy pierwszej znajdują się zielone pola z napisem „podpowiedź”. W przypadku wylosowania jednego z nich istnieje możliwość kupienia podpowiedzi, która może okazać się przydatna w dalszej rozgrywce. Podpowiedź jest licytowana podobnie jak pytanie (jednak bez puli), a jej użycie jest możliwe podczas narady drużyny nad odpowiedzią. Zawodnicy, którzy zdecydowali się na skorzystanie z podpowiedzi (przed upływem czasu na odpowiedź), otrzymują cztery warianty odpowiedzi, z których jeden jest prawidłowy (po ich przeczytaniu odliczanie czasu rozpoczyna się od ponownie sześćdziesięciu sekund). W pierwszej odsłonie „mistrzowie” mogli korzystać z podpowiedzi, których nie wykorzystali w poprzednich odcinkach. Zarówno w pierwszym, jak i w drugim etapie, jeśli dany zespół nie posiada wylicytowanej podpowiedzi, to może ją kupić od prowadzącego. Jej cena jest wtedy ustalana w drodze negocjacji z gospodarzem programu na podstawie bieżącej sytuacji w grze (stanu kont drużyn, wysokości puli itp.); prowadzący może jednak odmówić sprzedaży. Podczas negocjacji licznik czasu jest zatrzymywany. W pierwszej odsłonie podpowiedzi można było ponadto zbywać na „rynku wtórnym” – drużyny mogły je kupować od innych drużyn i sprzedawać innym drużynom. W drugiej odsłonie programu wylicytowane podpowiedzi, które nie zostały wykorzystane, przepadają.  
Podpowiedź nie jest kategorią wiedzową, dlatego jej licytacja nie wyczerpuje limitu pytań.  
Czarna skrzynka / złota skrzynka (tylko w finale)
W tzw. czarnej skrzynce (w pierwszej odsłonie programu) lub złotej skrzynce (w drugiej odsłonie programu) znajdują się dodatkowe nagrody-niespodzianki, takie jak np.: 5000 złotych, 10 000 złotych, kluczyki do samochodów osobowych, skuterów lub motocykli Harley-Davidson (od jednej do czterech sztuk), wycieczka zagraniczna, sztabka złota lub diamenty (dwie ostatnie wprowadzone w drugiej odsłonie), ale także „symboliczna złotówka” czy ogórek kiszony – licytowanie jej jest więc obarczone ryzykiem. Skrzynkę licytuje się podobnie jak pytanie (jednak bez puli), lecz jej zawartość jest ujawniana dopiero po zakończeniu finału.
W pierwszej odsłonie w danym odcinku czarną skrzynkę można było wylicytować tylko raz (w przypadku, gdy pole ze skrzynką wylosowało się ponownie, prowadzący powtarzał losowanie kategorii); w drugiej odsłonie możliwe są dwie licytacje złotych skrzynek w jednym odcinku. 
W pierwszej odsłonie czarna skrzynka, podobnie jak podpowiedź, mogła stanowić przedmiot negocjacji między drużynami – można było ją kupić od przeciwnej drużyny lub sprzedać przeciwnej drużynie; ponadto mogła również posłużyć jako karta przetargowa podczas licytacji pytania w sytuacji, gdy drużyna mająca mniej pieniędzy na koncie, a posiadająca czarną skrzynkę, została zablokowana przez drużynę przeciwną – w takim wypadku przelicytowana drużyna mogła przejąć pytanie i odpowiadać na nie na ogólnych zasadach w zamian za odstąpienie przeciwnikom czarnej skrzynki pod warunkiem, że ci wyrazili zgodę na tego rodzaju wymianę.
Czarna skrzynka / złota skrzynka nie jest kategorią wiedzową, dlatego jej licytacja nie wyczerpuje limitu pytań.
Jeden na jednego / Jeden na jeden (tylko w finale)
Obydwa zespoły wybierają swojego reprezentanta do pojedynku. Wybrani gracze podchodzą do stolika w centrum studia, a prowadzący pobiera z konta każdej drużyny po 500 zł (bez przeprowadzania licytacji). Tym samym pula pojedynku wynosi 1000 złotych plus ewentualna suma z poprzedniego pytania plus ewentualne pieniądze dołożone do puli przez prowadzącego dla uatrakcyjnienia rozgrywki (w drugiej odsłonie: co najwyżej 1000 złotych). Następnie wytypowani uczestnicy eliminują sześć z siedmiu widocznych na ekranie dziedzin (na przemian: mistrz – przeciwnik, każdy po trzy dziedziny), a pozostawiona dziedzina stanowi kategorię pytania (otwartego; nie można skorzystać z podpowiedzi). Prowadzący czyta pytanie, a uczestnik, który wciśnie przycisk jako pierwszy, odpowiada na nie (w pierwszej odsłonie programu limity czasu na naciśnięcie przycisku oraz na udzielenie odpowiedzi zmieniały się wielokrotnie na przestrzeni odcinków; w drugiej odsłonie limit czasu na zgłoszenie wynosi 30 sekund, a na odpowiedź – kolejne 30 sekund).
Możliwe są trzy rozstrzygnięcia pojedynku:
- Jeśli zawodnik odpowiadający na pytanie udziela poprawnej odpowiedzi, to wygrywa dla swojego zespołu pieniądze z puli i wraca do drużyny, a jego rywal musi usiąść na tzw. ławce rezerwowych.
- Jeśli zawodnik odpowiadający na pytanie nie udziela poprawnej odpowiedzi, to zasiada przy ławce rezerwowych, jego rywal wraca do drużyny, a pula przechodzi do następnego pytania[l].
- Jeśli żaden gracz nie zgłosi się do odpowiedzi w wyznaczonym czasie, wówczas obaj zasiadają przy ławkach rezerwowych, a pula przechodzi do następnego pytania.

Zawodnicy, którzy znaleźli się na ławce rezerwowych, nie mogą w danym odcinku kontynuować gry, chyba że ich drużyna zdecyduje się na wykupienie uczestnika. Cenę ustalają między sobą drużyna wyeliminowanego gracza i prowadzący (czasem głos pozwalano zabrać także rywalom).
W pierwszej odsłonie na koniec odcinka zawodnicy z ławek rezerwowych wracali do swoich zespołów. W drugiej odsłonie uczestnicy pozostają na nich, dopóki nie zostaną wykupieni (kara jest przechodnia z odcinka na odcinek).
Jeden na jednego / jeden na jeden jest kategorią wiedzową, dlatego zużywa limit pytań.

### Odsłona studencka
Jesienią 2004 roku wprowadzono zmodyfikowaną wersję teleturnieju, w której udział brali wyłącznie studenci (reprezentujący różne miasta Polski – skład każdej drużyny stanowili studenci z jednego miasta). Wszelkie inne reguły gry pozostały takie same, choć program realizowano w studiu z odmienną dekoracją (odc. 192–203), a na ekranie pojawiła się odświeżona grafika, która pozostała już do końca emisji teleturnieju (odc. 192–208). W 204. odcinku powrócono do standardowej formuły programu, jednak po pięciu kolejnych odcinkach teleturniej został zdjęty z anteny.

## Emisja programu
Pierwsza odsłona
| Sezon telewizyjny | Początek emisji  | Koniec emisji        | Pora emisji                                                                  | Odcinki |
| ----------------- | ---------------- | -------------------- | ---------------------------------------------------------------------------- | ------- |
| 2002/2003         | 4 listopada 2002 | 26 czerwca 2003      | poniedziałek, środa i piątek 19.15 (od listopada 2002 do kwietnia 2003)      | 1–91    |
| 2002/2003         | 4 listopada 2002 | 26 czerwca 2003      | wtorek i czwartek 19.15 (od maja 2003 do czerwca 2003)                       | 1–91    |
| 2003/2004         | 1 września 2003  | 27 czerwca 2004      | poniedziałek, środa i piątek 19.15 (od września 2003 do grudnia 2003)        | 92–191  |
| 2003/2004         | 1 września 2003  | 27 czerwca 2004      | wtorek 19.00 (23, 30 grudnia 2003)                                           | 92–191  |
| 2003/2004         | 1 września 2003  | 27 czerwca 2004      | poniedziałek 20.10 i niedziela 17.00/17.30 (od stycznia 2004 do lutego 2004) | 92–191  |
| 2003/2004         | 1 września 2003  | 27 czerwca 2004      | sobota i niedziela 17.30 (od marca 2004 do czerwca 2004)                     | 92–191  |
| jesień 2004       | 3 września 2004  | 29 października 2004 | piątek 19.10                                                                 | 192–200 |
| zima 2005         | 7 stycznia 2005  | 25 lutego 2005       | piątek 19.25                                                                 | 201–208 |

Druga odsłona
| Seria | Odcinki      | Sezon telewizyjny | Początek emisji                          | Koniec emisji  | Pora emisji              | Źródło |
| ----- | ------------ | ----------------- | ---------------------------------------- | -------------- | ------------------------ | ------ |
| 1.    | 209–226 (18) | jesień 2024       | 5 października 2024                      | 1 grudnia 2024 | sobota i niedziela 17.30 | [ 10 ] |
| 2.    | 227–248 (22) | wiosna 2025       | 1 marca 2025                             | 11 maja 2025   | sobota i niedziela 17.30 | [ 11 ] |
| 3.    | 249–271 (23) | jesień 2025       | 31 sierpnia 2025 (wg zapowiedzi z lipca) | bd.            | sobota i niedziela 17.30 | [ 12 ] |

## Oglądalność w telewizji linearnej
Pierwsza odsłona
Teleturniej był jednym z najliczniej oglądanych programów telewizji Polsat. Oglądalność jego trzeciego odcinka, nadanego 8 listopada 2002 roku, wyniosła średnio 3,262 mln widzów. Przez dwa kolejne miesiące widownia teleturnieju kształtowała się na poziomie ok. 2,75–2,95 mln osób, a w styczniu i lutym 2003 roku przekraczała 3 mln osób. Odczyt oglądalności odcinka nadanego 17 lutego 2003 roku wyniósł średnio 3,796 mln widzów, 30 kwietnia – 2,635 mln, 8 maja – 2,224 mln, 1 października – 2,984 mln, 13 października – 3,047 mln, 15 grudnia – 3,010 mln.
Druga odsłona
Uwaga: Informacje dotyczące oglądalności opracowano na podstawie badań przeprowadzanych przez przedsiębiorstwo Nielsen. Odnoszą się one wyłącznie do pierwszych emisji telewizyjnych – nie uwzględniają oglądalności powtórek, wyświetleń w serwisach wideo na życzenie (np. Polsat Box Go) itp.
Odczyt oglądalności premiery reaktywowanej odsłony teleturnieju wyniósł średnio 830 tys. widzów, drugiego odcinka – 1,02 mln, a wszystkich osiemnastu odcinków pierwszej serii po reaktywacji – średnio 882 tys. widzów (co przełożyło się na 8,6% udziału w rynku w paśmie). Najwyższy odczyt oglądalności uzyskał ostatni odcinek serii – 1,18 mln widzów. Średnia oglądalność drugiej serii po reaktywacji wyniosła 790 tys. widzów (średni SHR: 8,4%).